# (21234) Nakashima
Pour les articles homonymes, voir Nakashima.
(21234) Nakashima est un astéroïde de la ceinture principale.

## Description
(21234) Nakashima est un astéroïde de la ceinture principale. Il fut découvert le 16 novembre 1995 à Ōizumi par Takao Kobayashi. Il présente une orbite caractérisée par un demi-grand axe de 2,67 UA, une excentricité de 0,19 et une inclinaison de 14,1° par rapport à l'écliptique. 
L'astéroïde a été dénommé en honneur de Takashi Nakashima, astronome amateur japonais, membre de l'observatoire astronomique civil de Kumamoto.

## Compléments